# Condado de Adams (Idaho)
El condado de Adams (en inglés: Adams County) fundado en 1911 es un condado en el estado estadounidense de Idaho. En el 2000 el condado tenía una población de 3476 habitantes en una densidad poblacional de 1 personas por km². La sede del condado es Council.

## Geografía
Según la Oficina del Censo, el condado tiene un área total de 3548 km² (1369,9 mi²), de la cual 3534 km² (1364,5 mi²) es tierra y 14 km² (5,4 mi²) (0.40%) es agua.

### Condados adyacentes
- Condado de Idaho - norte
- Condado de Valley - este
- Condado de Gem - sureste
- Condado de Washington - sur
- Condado de Baker - suroeste
- Condado de Wallowa - noroeste

### Carreteras principales
- - US 95
- - SH-55 - Payette River Scenic Byway

## Demografía
En el 2000 la renta per cápita promedia del condado era de $28 423, y el ingreso promedio para una familia era de $32 335. En 2000 los hombres tenían un ingreso per cápita de $29 097 versus $14 408 para las mujeres. El ingreso per cápita para el condado era de $14 908. Alrededor del 15.10% de la población estaba bajo el umbral de pobreza nacional.

## Comunidades

### Ciudades
- Council
- New Meadows

### Comunidades no incorporadas
- Bear
- Cuprum
- Fruitvale
- Indian Valley
- Meadows
- Tamarack